# آني فراتيليني
آني فراتيليني (بالفرنسية: Annie Fratellini)‏ هي لاعبة سيرك ‏ ومغنية وممثلة فرنسية، ولدت في 14 نوفمبر 1932 بالجزائر في الجزائر، وتوفيت في 1 يوليو 1997 بنويي-سور-سين في فرنسا بسبب سرطان.

## وصلات خارجية
- آني فراتيليني على موقع IMDb (الإنجليزية)
- آني فراتيليني على موقع ألو سيني (الفرنسية)
- آني فراتيليني على موقع ميوزك برينز (الإنجليزية)
- آني فراتيليني على موقع أول موفي (الإنجليزية)
- آني فراتيليني على موقع قاعدة بيانات الأفلام السويدية (السويدية)
- آني فراتيليني على موقع قاعدة بيانات الفيلم (الإنجليزية)
- آني فراتيليني على موقع كينوبويسك (الروسية)